# Forn del pla d'en Gibert
El Forn del pla d'en Gibert és una obra de Duesaigües (Baix Camp) inclosa a l'Inventari del Patrimoni Arquitectònic de Catalunya.

## Descripció
Situat a la zona del Pla d'en Gibert, es tracta d'una estructura arquitectònica paredada, de planta quadrangular. Actualment es troba parcialment enderrocada i coberta per la vegetació circumdant. No es conserva la coberta, com sol passar en altres forns, ja que podia ser destruïda pels mateixos mestres calciners per tal de treure calç.